# Salir do Porto
Salir do Porto é uma vila e povoação do Município de Caldas da Rainha, na região Oeste de Portugal, que foi sede da extinta Freguesia de Salir do Porto, freguesia que tinha 9,86 km² de área e 797 habitantes (2011), e, por isso, uma densidade populacional de 80,8 hab./km².
A Freguesia de Salir do Porto foi extinta em 2013, no âmbito de uma reforma administrativa nacional, tendo sido agregada à freguesia de Tornada, para formar uma nova freguesia denominada União das Freguesias de Tornada e Salir do Porto com a sede em Tornada.
Salir pertenceu ao concelho de Óbidos. Em 1840 foi sede de concelho, extinto  em 24 de outubro de 1855, passando a integrar o concelho (atual município) de Caldas da Rainha a partir daí.
Foi elevada a vila por decisão da Assembleia da República, de 4 de outubro de 2024
Salir do Porto está situada no lado sudoeste da baía de São Martinho do Porto onde desagua o rio Tornada.

## População
| População da freguesia de Salir do Porto | População da freguesia de Salir do Porto | População da freguesia de Salir do Porto | População da freguesia de Salir do Porto | População da freguesia de Salir do Porto | População da freguesia de Salir do Porto | População da freguesia de Salir do Porto | População da freguesia de Salir do Porto | População da freguesia de Salir do Porto | População da freguesia de Salir do Porto | População da freguesia de Salir do Porto | População da freguesia de Salir do Porto | População da freguesia de Salir do Porto | População da freguesia de Salir do Porto | População da freguesia de Salir do Porto |
| ---------------------------------------- | ---------------------------------------- | ---------------------------------------- | ---------------------------------------- | ---------------------------------------- | ---------------------------------------- | ---------------------------------------- | ---------------------------------------- | ---------------------------------------- | ---------------------------------------- | ---------------------------------------- | ---------------------------------------- | ---------------------------------------- | ---------------------------------------- | ---------------------------------------- |
| 1864                                     | 1878                                     | 1890                                     | 1900                                     | 1911                                     | 1920                                     | 1930                                     | 1940                                     | 1950                                     | 1960                                     | 1970                                     | 1981                                     | 1991                                     | 2001                                     | 2011                                     |
| 409                                      | 424                                      | 541                                      | 616                                      | 619                                      | 647                                      | 561                                      | 768                                      | 799                                      | 745                                      | 606                                      | 701                                      | 713                                      | 770                                      | 797                                      |

## Descrição
Salir do Porto possui uma praia fluvial, na margem do rio Tornada que desagua na baía de São Martinho do Porto. A praia de Salir é famosa pela sua duna de areia com cerca de 50 metros de altura. Em tempos a maior da Europa, a Duna de Salir sobressai na paisagem dunar da Baía de São Martinho. O núcleo da Duna é constituído em parte por um arenito vermelho, vestígio de uma duna mais antiga – Duna fóssil.
Existem outras praias de rocha na zona costeira que localmente são chamadas de Quebradas.
Foi nas Ruínas da Alfândega artesanal de Salir que foram construídas as caravelas que participaram nas descobertas e conquistas, nos reinados de D. Afonso V e D. João II.
A extinta freguesia era composta pelas localidades de Salir do Porto, Casais de Salir do Porto e Bouro.

## Infra-estruturas
A localidade é servida pela linha do Oeste.
O Centro Recreativo e Cultural de Salir, tem sido a grande fonte de apoio social aos 797 habitantes da localidade. O CRC é também o responsável pelo parque polidesportivo - de grande qualidade - e pela gestão do centro equestre de Salir do Porto.
Salir do Porto está dotado de importantes infraestruturas existindo nomeadamente um centro de apoio a idosos.
Recentemente foi inaugurada uma piscina oceânica que é explorada pela Orbitur